# Médaille Florence-Nightingale
La médaille Florence-Nightingale est créée en 1912 par le Comité International de la Croix-Rouge. C'est la plus haute distinction internationale qu'un infirmier peut atteindre, et elle est attribuée à des infirmiers ou des aides-infirmiers pour « leur courage exceptionnel et leur dévouement à l'égard des blessés, des malades ou des handicapés ou des civils victimes d'un conflit ou d'une catastrophe » ou pour « les services exemplaire ou un esprit créatif et novateur dans les domaines de la santé publique ou de la formation en soins infirmiers »,.

## Histoire
Lors de la Huitième Conférence Internationale des Sociétés de la Croix Rouge à Londres en 1907, l'assemblée des délégués décide de créer une Médaille Internationale Nightingale commémorative pour les personnes qui se sont distinguées dans le domaine des soins infirmiers.
Elle est initialement mise en place pour être remise à six infirmières par an, bien que la première série de 42 médailles n'est décernée qu'en 1920 à cause de la Première Guerre mondiale.
La médaille est limitée aux infirmières féminines jusqu'au changement de la réglementation de 1991. En vertu du nouveau règlement, elle est décernée à la fois à des femmes et des hommes, et est décernée tous les deux ans, à un nombre maximum de cinquante récipiendaires dans le monde entier. La médaille est en forme de vesica piscis et est composée d'or et de vermeil ornée d'un portrait de Florence Nightingale, entouré par les mots : Ad memoriam Florence Nightingale 1820-1910. Sur le revers, le nom du destinataire et la date de la remise de la médaille sont gravés, entouré par l'inscription Pro vera misericordia et cara humanitate perennis décor universalis. La médaille est attachée à un ruban blanc et rouge lies par un fermoir doté d'une croix d'émail rouge entourée d'une couronne de laurier vert. Les bénéficiaires reçoivent aussi un diplôme en parchemin lors de l'attribution et, à partir de 1927, une version miniature de la médaille plus facile à porter. La médaille et le diplôme sont généralement décernés par le Chef de l'État lors d'une cérémonie dans leur propre pays, ce qui est nécessaire pour lui conférer « un caractère formel, en accord avec les souhaits des fondateurs ».
En 2009, pour la première fois, une infirmière afghane nommée Anisa, travaillant à Jalalabad, est récompensée.
En 2010, à la suite du séisme à Haïti, trois infirmières haïtiennes sont distinguées, ce qui est une première dans l'histoire du prix. :
- Germaine Pierre-Louis, directrice de la Croix-Rouge haïtienne ;
- Michaëlle Colin, infirmière-en-chef du sanatorium de Port-au-Prince ;
- Jude Célorge, chef de l'équipe de sauveteurs d'un quartier de Port-au-Prince.

Elles sont distinguées pour leurs actions exceptionnelles lors du séisme de janvier 2010.
En 2013, Khalil Dale, délégué de la Croix-Rouge britannique de 60 ans travaillant au Pakistan est récompensé à titre posthume après son enlèvement et son assassinat en janvier 2012.

## Quelques récipiendaires célèbres
- Vera Kachtcheïeva (1922-1975), Héroïne de l'Union soviétique
- Lucy Minnigerode (1871-1935), infirmière américaine de la Première Guerre mondiale
- Matrena Netcheporchoukova (1924-2017), héroïne de l'Union soviétique